# Лісанне Леєне
Лісанне Леєне (нід. Lisanne Lejeune, 28 липня 1963) — нідерландська хокеїстка на траві.
Бронзова призерка Олімпійських Ігор 1988 року.
Чемпіонка Європи 1987 року.
Чемпіонка світу 1990 року.
Переможниця Трофею чемпіонів 1987 року.